# Solaris (roman)
Solaris (Solaris), science fiction-roman från 1961 av den polske författaren Stanisław Lem.

## Spelplats
Handlingen utspelar sig i en fjärran framtid på en rymdbaserad forskningsstation i bana runt en mystisk vattenplanet Solaris. Planeten uppges befinna sig i en bana mellan två stjärnor, vilket enligt gängse forskning är en omöjlighet. Att planeten inte sugs in i endera stjärnans gravitation förklaras av havet som täcker nästan hela planetens yta.

## Handling
I romanen anländer den drygt 30-årige psykologen Kelvin från Jorden till forskningsbasen.  Eftersom havet verkar kunna styra själva planetens bana, dryftar forskarna huruvida det mystiska havet är en medveten livsform.
När Kelvin anländer på forskningsstationen, har forskningsledaren just begått självmord och de kvarvarande forskarna befinner sig i ett uppbragt tillstånd. Kelvin får sinom tid själv erfara varför kollegerna beter sig så underligt, då han själv börjar se samma syner som de. Människor – eller gengångare (i boken kallade besökare) – dyker upp från ingenstans och vandrar omkring på stationen. Bland dem finns Kelvins döda flickvän – Harey, som inte kan förklara, hur hon har hamnat på Solaris.
Som science fiction kan Solaris klassas som så kallad hård s-f med såväl metafysiska som existentiella övertoner.

## Filmatiseringar
Boken har filmatiserats tre gånger:
- 1968, Solaris, i regi av Boris Nirenburg
- 1972, Solaris, i regi av Andrej Tarkovskij
- 2002, Solaris, i regi av Steven Soderbergh

## Svenska utgåvor
- 1973, Bernces förlag, ISBN 91-500-0285-6 (översättning från tyskan)
- 1988, Brombergs bokförlag, ISBN 91-7608-188-5 (översättning från polskan)
- 1988, Brombergs pocket, ISBN 91-7608-431-0 (översättning från polskan)
- 2002, Brombergs pocket, ISBN 91-7608-908-8